# 12 Years a Slave (banda sonora)
Music from and Inspired by 12 Years a Slave (en español: Música de e Inspirada por 12 Años de Esclavitud) es la banda sonora de 12 Years a Slave. Contiene dos temas de la banda sonora compuesta por Hans Zimmer, tres pistas coorganizadas por el violinista Tim Fain y Nicholas Britell, y cánticos espirituales originales escritos y arreglados para la película de Nicholas Britell, así como las actuaciones de Alabama Shakes, Cody ChesnuTT, Gary Clark, Jr., Alicia Keys, Tim Fain, Laura Mvula, Chris Cornell, Joy Williams, John Legend, y representaciones de las canciones espirituales en la película.
El álbum fue lanzado digitalmente el 5 de noviembre de 2013 y en formato físico el 11 de noviembre del mismo año, por Columbia Records en los Estados Unidos.

## Desarrollo
Después de haber estado interesado en otro trabajo durante algún tiempo, el director Steve McQueen se acercó al compositor Hans Zimmer para escribir las partituras para 12 años de esclavitud después de que la filmación había terminado. Sin embargo, Zimmer fue reacio a aceptar la oferta ya que tenía la sensación de que no era adecuado para el trabajo. Zimmer explicó: "Yo sentía que no era el hombre, en cierto modo. Era como un importante, pesado e increíble objeto. [...] Le tomó un poco de tiempo [a McQueen] persuadirme para darme la confianza para hacerla". El 30 de abril de 2013, se anunció oficialmente que Zimmer tomaba parte de la película.

## Lista de canciones
| N.º   | Título                                    | Música                          | Duración |  |
| 1.    | «Devil's Dream»                           | Tim Fain                        | 0:29     |  |
| 2.    | «Roll, Jordan, Roll»                      | John Legend                     | 2:47     |  |
| 3.    | «Freight Train»                           | Gary Clark, Jr.                 | 2:35     |  |
| 4.    | «Yarney's Waltz»                          | Tim Fain y Caitlin Sullivan     | 1:16     |  |
| 5.    | «Driva Man»                               | Alabama Shakes                  | 4:31     |  |
| 6.    | «My Lord Sunshine (Sunrise)»              | David Hughey y Roosevelt Credit | 1:13     |  |
| 7.    | «Move» (con Fink)                         | John Legend                     | 3:50     |  |
| 8.    | «Washington»                              | Hans Zimmer                     | 0:25     |  |
| 9.    | «(In the Evening) When the Sun Goes Down» | Gary Clark, Jr.                 | 4:37     |  |
| 10.   | «Queen of the Field (Patsey's Song)»      | Alicia Keys                     | 5:37     |  |
| 11.   | «Solomon»                                 | Hans Zimmer                     | 3:31     |  |
| 12.   | «Little Girl Blue»                        | Laura Mvula                     | 4:30     |  |
| 13.   | «Misery Chain» (con Joy Williams)         | Chris Cornell                   | 5:08     |  |
| 14.   | «Roll Jordan Roll» (con Chiwetel Ejiofor) | Topsy Chapman                   | 1:57     |  |
| 15.   | «Money Musk»                              | Tim Fain                        | 0:37     |  |
| 16.   | «What Does Freedom Mean (To a Free Man)»  | Cody ChesnuTT                   | 2:41     |  |
| 42:24 |                                           |                                 |          |  |

## Canciones de la película no incluidas en el álbum
- «Trio in B-flat, D471» – Tim Fain y Caitlin Sullivan
- «The Old Promenade» – Tim Fain
- «Run, Nigger, Run» – John A. Lomax y Alan Lomax (arreglada y adaptada)
- «Awake on Foreign Shores» – Colin Stetson
- «Apache Blessing Song» – Chesley Goseyun Wilson
- «Cotton Song» – Nicholas Britell (escritor)
- «Miller's Reel» – Tim Fain
- «O Teach Me Lord» – Tami Tyree, Roosevelt Credit, David Hughey y Dan'yelle Williamson
- «John» – John Davis (escritor)

## Comentarios
12 años de esclavitud es una película increíblemente poderosa. Me conmovió tanto cuando la vi. Sentí cada minuto de ella y estaba tan inspirado para contribuir a la música de la banda sonora. Este álbum reúne a algunos artistas increíbles de diferentes lugares y diferentes géneros que han sido tocados por toda la película. Cuando los artistas se inspiran en grandes obras de arte, eso nos hace querer crear. Este álbum es el resultado de esa inspiración.
— John Legend
Elegimos una canción llamada "Driva Man". Se trata de un número escaso, melancólico y de lento balanceode de jazz. No hay claridad en la música de "Driva Man", porque no se hace mención de la libertad en esta canción. El foco de la pista es que una persona esclavizada llega "dejar pasar el tiempo" tratando de complacer al supervisor para evitar ser golpeado. Después vimos 12 años de esclavitud en nuestra ciudad natal de Athens, Alabama, y nos tropezamos con esta canción, una semana después. Es una canción muy simple, que es la razón por la que elegí para contribuir a la banda sonora. Las dos obras, por un momento, toman a la audiencia en otro tiempo y lugar en el que se puede imaginar se les niega su libertad: después de lo cual, la propia libertad se aprecia mejor. 12 años es una de las películas más importantes que hemos visto en nuestras vidas y es importante para nosotros para devolver algo de lo que la película ha dado a nosotros.
— Bretaña Howard del Alabama Shakes
Me conmovió esta película y la historia de una manera que trasciende cualquier experiencia cinematográfica que he tenido. Me inspiré para escribir un centenar de diferentes canciones, pero finalmente elegí en una basadao en lo que creo que es un mensaje muy importante que tomé del viaje de este hombre. La compasión, los derechos humanos básicos y el amor deben ser nuestras prioridades por encima de la raza, la religión o el comercio. Cada generación necesita un recordatorio de esa sencilla idea.
— Chris Cornell